# Бависпе (муниципалитет)
Бависпе (исп. Bavispe) — муниципалитет в Мексике, штат Сонора, с административным центром в одноимённом посёлке. Численность населения, по данным переписи 2020 года, составила 1169 человек.

## Общие сведения
Название Bavispe с языка индейцев опата можно перевести как — место поворота реки.
Площадь муниципалитета равна 1721,7 км², что составляет 1 % от площади штата, а наиболее высоко расположенное поселение Лас-Куэвас, находится на высоте 1785 метров.
Он граничит с другими муниципалитетами Соноры: на севере с Агуа-Приетой, на юге с Басераком, на западе с Накосари-де-Гарсией, а на востоке с другим штатом Мексики — Чиуауа.

## Учреждение и состав
Муниципалитет был образован 4 декабря 1931 года, по данным 2020 года в его состав входит 6 населённых пунктов, самые крупные из которых:
| Код INEGI                  | Населённый пункт                                                                 | Численность населения (2005 год) | Численность населения (2010 год) | Численность населения (2020 год) |
| -------------------------- | -------------------------------------------------------------------------------- | -------------------------------- | -------------------------------- | -------------------------------- |
| 015                        | Всего                                                                            | 1263                             | 1454                             | 1169                             |
| 0001                       | Бависпе (исп. Bavispe) 30°28′48″ с. ш. 108°56′28″ з. д. (административный центр) | 665                              | 701                              | 674                              |
| 0029                       | Сан-Мигелито (исп. San Miguelito) 30°31′05″ с. ш. 108°58′01″ з. д.               | 395                              | 456                              | 374                              |
| 0051                       | Ла-Мора (исп. La Mora) 30°35′17″ с. ш. 108°56′57″ з. д.                          | 90                               | 218                              | 67                               |
| 0016                       | Ла-Галерита (исп. La Galerita) 30°26′22″ с. ш. 108°55′44″ з. д.                  | 92                               | 64                               | 52                               |
| —                          | Прочие                                                                           | 21                               | 15                               | 2                                |
| Названия на карте Генштаба |                                                                                  |                                  |                                  |                                  |

## Экономическая деятельность
По статистическим данным 2000 года, работоспособное население занято по секторам экономики в следующих пропорциях:
- сельское хозяйство, скотоводство и рыбная ловля — 59,2 %;
- промышленность и строительство — 14,1 %;
- торговля, сферы услуг и туризма — 24,1 %;
- безработные — 2,6 %.

## Инфраструктура
По статистическим данным 2020 года, инфраструктура развита следующим образом:
- электрификация: 99,7 %;
- водоснабжение: 96,1 %;
- водоотведение: 97,9 %.